# Dryopteris firmifolia
Dryopteris firmifolia là một loài thực vật có mạch trong họ Dryopteridaceae. Loài này được (Baker) Kuntze miêu tả khoa học đầu tiên năm 1891.